# Harm Kuipers
Harm Kuipers (Donderen, 22 november 1947) is een voormalig Nederlands langebaanschaatser en arts.

## Biografie
Het hoogtepunt van de schaatscarrière van Kuipers was het behalen van de wereldtitel allround in 1975 te Oslo, nadat hij in 1974 tweede was geworden. Eerder in 1975 was hij eveneens tweede geworden bij de Europese kampioenschappen.
Kuipers was een bijzonder iemand in de Nederlandse schaatswereld, omdat hij zijn eigen trainer was en geen deel uitmaakte van de kernploeg. Bovendien wist hij de schaatssport te combineren met een studie geneeskunde aan de rijksuniversiteit Groningen. Tot 2012 was Harm Kuipers hoogleraar bewegingswetenschappen aan de Universiteit Maastricht.
Als lid en hoofd van de medische commissie van de ISU eiste schaatsster Claudia Pechstein in 2009 het vertrek van Kuipers uit deze functie, omdat naast Pechstein nog een schaatser verdacht werd van abnormale bloedwaarden, maar die persoon, in tegenstelling tot Pechstein, wel een medisch attest kreeg. Op 23 december 2016 sprak Kuipers in Langs de Lijn En Omstreken met Robbert Meeder over "de frustrerende en vermoeiende zaak-Pechstein" en maakte hij bekend aangifte van bedreiging te hebben gedaan bij de Duitse politie door Pechsteins vriend Matthias Grosse. Bij het WK Allround in Berlijn zou Grosse dit hebben geuit: "Zo stapte die man (Grosse, red.) ineens op me af en hij zei heel dreigend: met jou reken ik nog af!". Aan het einde van het schaatsseizoen 2016/2017 nam Kuipers afscheid en volgde Marieke Becker hem op.
Bij Kuipers werd begin 2010 een ernstige vorm van prostaatkanker geconstateerd. In november 2011 kwam daar nog slokdarmkanker bij. Hij besloot voor kwaliteit van leven te kiezen en niet voor het maximale oncologische resultaat. Vaak wordt door de arts voorgesteld om het grootste deel van slokdarm en maag te verwijderen, maar dat gaat gepaard met een grote kans op complicaties en een normaal eet- en leefpatroon is dan niet meer mogelijk. Hij liet dus de tumor zoveel als mogelijk is verwijderen zonder zijn slokdarm en maag op te offeren, waarbij dan de prognoses wel een stuk slechter zijn. Kuipers is uitermate open over zijn ziekte en hoopt door middel van interviews en publicaties anderen hiermee te helpen.

## Persoonlijke records
| Afstand      | Tijd     | Datum           | Baan   |
| ------------ | -------- | --------------- | ------ |
| 500 meter    | 40,4     | 19 januari 1973 | Davos  |
| 1000 meter   | 1.21,47  | 17 januari 1975 | Davos  |
| 1500 meter   | 2.02,0   | 15 januari 1972 | Davos  |
| 3000 meter   | 4.20,51  | 1 maart 1973    | Inzell |
| 5000 meter   | 7.24,54  | 9 februari 1974 | Inzell |
| 10.000 meter | 15.21,29 | 2 maart 1975    | Inzell |

## Resultaten
| Jaar | NK Allround | EK Allround | WK Allround | WK Sprint |
| ---- | ----------- | ----------- | ----------- | --------- |
| 1969 | 14e         | -           | -           |           |
| 1970 | 9e          | -           | -           | -         |
| 1971 | 10e         | -           | -           | -         |
| 1972 | 4e          | DQ4         | -           | -         |
| 1973 | 4e          | Brons       | 4e          | -         |
| 1974 | Goud        | 4e          | Zilver      | -         |
| 1975 | Goud        | Zilver      | Goud        | 14e       |

### Medaillespiegel
| Kampioenschap | Goud | Zilver | Brons |
| ------------- | ---- | ------ | ----- |
| NK Allround   | 2    | 0      | 0     |
| EK Allround   | 0    | 1      | 1     |
| WK Allround   | 1    | 1      | 0     |
| WK Sprint     | 0    | 0      | 0     |

## Onderscheiding
Sinds 2010 is Kuipers Officier in de Orde van Oranje-Nassau.
- International Standard Name Identifier: 0000 0003 8417 0850
- Library of Congress Control Number: n88634260
- NARCIS: PRS1308386
- Nederlandse Thesaurus van Auteursnamen: 069338434
- Virtual International Authority File: 274209729
- WorldCat: E39PBJxhjcDM8RKChGCBgdkxDq